# Parafia Beauregard
Parafia Beauregard (ang. Beauregard Parish) – parafia cywilna w stanie Luizjana w Stanach Zjednoczonych. Obszar całkowity parafii obejmuje powierzchnię 1 165,84 mil2 (3 019,52 km²). Według danych z 2010 r. parafia miała 35 654 mieszkańców. Parafia powstała w 1912 roku i nosi imię Pierrea Beauregarda, który był generałem armii konfederackiej.

## Sąsiednie parafie / hrabstwa
- Parafia Vernon (północ)
- Parafia Allen (wschód)
- Parafia Jefferson Davis (południowy wschód)
- Parafia Calcasieu (południe)
- Hrabstwo Newton (Teksas) (zachód)

## Miasta
- DeRidder
- Merryville

## CDP
- Longville
- Oretta
- Sugartown
- Singer